# Embalse de Pías
El embalse de Pías es una infraestructura hidrológica construida en el río Bibey, en el municipio de Pías, provincia de Zamora, Castilla y León, España.